# Dimmo Peak
Der Dimmo Peak ist ein rund 700 m hoher Berg im westantarktischen Queen Elizabeth Land. In der Neptune Range der Pensacola Mountains ragt er am südwestlichen Ende der Schmidt Hills auf.
Das UK Antarctic Place-Names Committee benannte ihn 2010. Namensgeber ist der Geologe David Macdonald vom British Antarctic Survey, der in den 1990er Jahren in den Pensacola Mountains und auf der Antarktischen Halbinsel tätig war.